# Argentinië op de Olympische Zomerspelen 2016
Argentinië nam deel aan de Olympische Zomerspelen 2016 in Rio de Janeiro, Brazilië. In totaal 213 Argentijnen namen deel aan deze Spelen, actief in 25 disciplines. Het was de grootste Argentijnse olympische ploeg in de geschiedenis van de Spelen. Tijdens de openingsceremonie droeg basketbalspeler Luis Scola de nationale vlag, judoka en olympisch kampioene Paula Pareto (de eerste vrouwelijke olympisch kampioen voor Argentinië) deed dit bij de sluitingsceremonie. 

## Medailleoverzicht
| Sport  | Olympiër                               | Onderdeel     | Medaille |
| ------ | -------------------------------------- | ------------- | -------- |
| Hockey | nationaal team                         | mannen        | Goud     |
| Judo   | Paula Pareto                           | –48 kg (v)    | Goud     |
| Zeilen | Santiago Lange Cecilia Carranza Saroli | Nacra 17      | Goud     |
|        |                                        |               |          |
| Tennis | Juan Martín del Potro                  | enkelspel (m) | Zilver   |

## Deelnemers
(m) = mannen, (v) = vrouwen, (g) = gemengd

### Atletiek
| Olympiër             | Discipline               | Resultaat | Prestatie                                                 |
| -------------------- | ------------------------ | --------- | --------------------------------------------------------- |
| Federico Bruno       | Marathon (m)             | 137e      | 2:40.05                                                   |
| Mariano Mastromarino | Marathon (m)             | 53e       | 2:18.44                                                   |
| Luis Molina          | Marathon (m)             | 89e       | 2:23.55                                                   |
| Juan Manuel Cano     | 20 km snelwandelen (m)   | 51e       | 1:27.27                                                   |
| Germán Chiaraviglio  | Polsstokhoogspringen (m) | 11e       | kwalificatie: 5e met 5,70m finale: 11e met 5,50 m         |
| Germán Lauro         | Kogelstoten (m)          | 19e       | kwalificatie groep A: 9e met 19,89 m                      |
| Braian Toledo        | Speerwerpen (m)          | 10e       | kwalificatie groep A: 5e met 81,96m finale: 10e met 79,81 |
|                      |                          |           |                                                           |
| Belén Casetta        | 3000 m steeplechase (v)  | 45e       | serie 3: 16e in 9.51,85                                   |
| Viviana Chávez       | Marathon (v)             | 125e      | 3:03.23                                                   |
| Rosa Godoy           | Marathon (v)             | 110e      | 2:52.31                                                   |
| María Peralta        | Marathon (v)             | DNF       | niet gefinisht                                            |
| Rocío Comba          | Discuswerpen (v)         | 27e       | kwalificatie groep B: 14e met 54,44 m                     |
| Jennifer Dahlgren    | Kogelslingeren (v)       | 27e       | kwalificatie: 13e met 63,03 m                             |

### Basketbal
| Olympiër preselectie | Onderdeel | Resultaat   | Prestatie |
| --- | --------- | ----------- | --- |
| Roberto Acuña Nicolás Brussino Facundo Campazzo Gabriel Deck Carlos Delfino Marcos Delía Patricio Garino Manu Ginóbili Nicolás Laprovíttola Leo Mainoldi Andrés Nocioni Luis Scola VO | Mannen    | kwartfinale | groepsfase: 4e W van Nigeria: 94–66 W van Kroatië: 90–82 V van Litouwen: 73–81 W van Brazilië: 111–107 V van Spanje: 73–92 kwartfinale: V van Verenigde Staten: 78–105 |

| Groep B |            |             |             |             |            |            |            |        |
| #       | Land       | Wedstrijden | Wedstrijden | Wedstrijden | Doelpunten | Doelpunten | Doelpunten | Punten |
| #       | Land       | G           | W           | V           | V          | T          | Saldo      | Punten |
| 1       | Kroatië    | 5           | 3           | 2           | 400        | 407        | −7         | 8      |
| 2       | Spanje     | 5           | 3           | 2           | 432        | 357        | +75        | 8      |
| 3       | Litouwen   | 5           | 3           | 2           | 392        | 428        | −36        | 8      |
| 4       | Argentinië | 5           | 3           | 2           | 441        | 428        | +13        | 8      |
| 5       | Brazilië   | 5           | 2           | 3           | 411        | 407        | +4         | 7      |
| 6       | Nigeria    | 5           | 1           | 4           | 392        | 441        | −49        | 6      |

| Ronde       | Datum | Lokale tijd | MEZT           | Plaats           | Land    | Score      | Land |
| ----------- | ----- | ----------- | -------------- | ---------------- | ------- | ---------- | ---- |
| Groepsfase  |       |             |                |                  |         |            |      |
| 7 augustus  | 22:30 | 03:30       | Rio de Janeiro | Nigeria          | 66–94   | Argentinië |      |
| 9 augustus  | 22:30 | 03:30       | Rio de Janeiro | Argentinië       | 90–82   | Kroatië    |      |
| 11 augustus | 22:30 | 03:30       | Belo Horizonte | Litouwen         | 81–73   | Argentinië |      |
| 13 augustus | 14:15 | 19:15       | Rio de Janeiro | Argentinië       | 117–107 | Brazilië   |      |
| 15 augustus | 19:00 | 00:00       | Belo Horizonte | Spanje           | 92–73   | Argentinië |      |
| Kwartfinale |       |             |                |                  |         |            |      |
| 17 augustus | 18:45 | 23:45       | Rio de Janeiro | Verenigde Staten | 105–78  | Argentinië |      |

### Boksen
| Olympiër          | Discipline | Resultaat | Prestatie |
| ----------------- | ---------- | --------- | --- |
| Leandro Blanc     | –49 kg (m) | 17e       | 1e ronde: V van MEX Velázquez: 0-3                                                                                    |
| Fernando Martínez | –52 kg (m) | 17e       | 1e ronde: V van BUL Asenov: 1-2                                                                                       |
| Alberto Melián    | –56 kg (m) | 5e        | 1e ronde: W van GHA Omar: 3-0 2e ronde: W van TUN Mhamdi:3-0 kwartfinale: V van UZB Akhmadaliev: technische knock-out |
| Ignacio Perrin    | –60 kg (m) | 17e       | 1e ronde: V van THA Ruenroeng: 0-3                                                                                    |
| Alberto Palmetta  | –69 kg (m) | 17e       | 1e ronde: V van MGL Tüvshinbat: 0-3                                                                                   |
| Yamil Peralta     | –91 kg (m) | 5e        | 2e ronde: W van GER Graf: 2-1 kwartfinale: V van CUB Savon: 0-3                                                       |

### Gewichtheffen
| Olympiër       | Discipline | Resultaat | Prestatie                                                    |
| -------------- | ---------- | --------- | ------------------------------------------------------------ |
| Joana Palacios | –58 kg (v) | 11e       | trekken: 12e met 83 kg stoten: 11e met 107 kg totaal: 190 kg |

### Golf
| Olympiër        | Discipline | Resultaat | Prestatie                                                   |
| --------------- | ---------- | --------- | ----------------------------------------------------------- |
| Emiliano Grillo | Mannen     | 8e        | ronde 1: 70 ronde 2: 69 ronde 3: 68 ronde 4: 70 totaal: 277 |
| Fabián Gómez    | Mannen     | 15e       | ronde 1: 70 ronde 2: 67 ronde 3: 73 ronde 4: 69 totaal: 279 |

### Gymnastiek
| Olympiër        | Discipline               | Resultaat | Prestatie                   |
| --------------- | ------------------------ | --------- | --------------------------- |
| Nicolás Córdoba | Rekstok (m)              | 18e       | kwalificatie: 14,800 punten |
|                 |                          |           |                             |
| Ailen Valente   | Meerkamp individueel (v) | 56e       | kwalificatie: 50,065 punten |

### Handbal

#### Mannen
| Olympiër | Onderdeel | Resultaat | Prestatie |
| --- | --------- | --------- | --- |
| Matías Schulz Federico Fernández Federico Pizarro Sebastián Simonet Pablo Sebastián Portela Pablo Simonet Leonardo Querín Federico Vieyra Fernando Gabriel García Juan Pablo Fernández Agustín Vidal Gonzalo Carou Adrián Portela Pablo Vainstein | Mannen    | 10e       | groepsfase: 5e V van Denemarken: 19–25 V van Kroatië: 26–27 V van Frankrijk: 24–31 W van Tunesië: 23–21 V van Qatar: 18–22 |

| Groep A |            |             |             |             |             |            |            |            |        |
| #       | Land       | Wedstrijden | Wedstrijden | Wedstrijden | Wedstrijden | Doelpunten | Doelpunten | Doelpunten | Punten |
| #       | Land       | G           | W           | G           | V           | V          | T          | Saldo      | Punten |
| 1       | Kroatië    | 5           | 4           | 0           | 1           | 147        | 134        | +13        | 8      |
| 2       | Frankrijk  | 5           | 4           | 0           | 1           | 152        | 126        | +26        | 8      |
| 3       | Denemarken | 5           | 3           | 0           | 2           | 136        | 127        | +9         | 6      |
| 4       | Qatar      | 5           | 2           | 1           | 2           | 122        | 127        | −5         | 5      |
| 5       | Argentinië | 5           | 1           | 0           | 4           | 110        | 126        | −16        | 2      |
| 6       | Tunesië    | 5           | 0           | 1           | 4           | 118        | 145        | −27        | 1      |

| Ronde       | Datum | Lokale tijd | MEZT           | Plaats     | Land  | Score      | Land |
| ----------- | ----- | ----------- | -------------- | ---------- | ----- | ---------- | ---- |
| Groepsfase  |       |             |                |            |       |            |      |
| 7 augustus  | 14:40 | 19:40       | Rio de Janeiro | Denemarken | 25−19 | Argentinië |      |
| 9 augustus  | 21:50 | 02:50       | Rio de Janeiro | Argentinië | 26−27 | Kroatië    |      |
| 11 augustus | 21:50 | 02:50       | Rio de Janeiro | Frankrijk  | 31−24 | Argentinië |      |
| 13 augustus | 21:50 | 02:50       | Rio de Janeiro | Argentinië | 23−21 | Tunesië    |      |
| 15 augustus | 21:50 | 02:50       | Rio de Janeiro | Qatar      | 22−18 | Argentinië |      |

#### Vrouwen
| Olympiër | Onderdeel | Resultaat | Prestatie |
| --- | --------- | --------- | --- |
| Marisol Carratu Xoana Iacoi Lucía Haro Manuela Pizzo Luciana Salvadó Rocio Campigli Amelia Belotti Luciana Mendoza Victoria Crivelli Valentina Kogan Antonela Mena Macarena Sans Macarena Gandulfo Elke Karsten | Vrouwen   | 12e       | groepsfase: 6e V van Zweden: 21−31 V van Nederland: 18−26 V van Frankrijk: 11−27 V van Rusland: 29−35 V van Zuid-Korea: 22−28 |

| № | Land       | Wedstrijden | Wedstrijden | Wedstrijden | Wedstrijden | Doelpunten | Doelpunten | Doelpunten | Punten |
| - | ---------- | ----------- | ----------- | ----------- | ----------- | ---------- | ---------- | ---------- | ------ |
| № | Land       | G           | W           | G           | V           | V          | T          | Saldo      | Punten |
| 1 | Rusland    | 5           | 5           | 0           | 0           | 165        | 147        | +18        | 10     |
| 2 | Frankrijk  | 5           | 4           | 0           | 1           | 118        | 93         | +25        | 8      |
| 3 | Zweden     | 5           | 2           | 1           | 2           | 150        | 141        | +9         | 5      |
| 4 | Nederland  | 5           | 1           | 2           | 2           | 135        | 135        | 0          | 4      |
| 5 | Zuid-Korea | 5           | 1           | 1           | 3           | 130        | 136        | −6         | 3      |
| 6 | Argentinië | 5           | 0           | 0           | 5           | 101        | 147        | −46        | 0      |

| Ronde       | Datum | Lokale tijd | MEZT           | Plaats     | Land  | Score      | Land |
| ----------- | ----- | ----------- | -------------- | ---------- | ----- | ---------- | ---- |
| Groepsfase  |       |             |                |            |       |            |      |
| 6 augustus  | 21:50 | 02:50       | Rio de Janeiro | Zweden     | 31−21 | Argentinië |      |
| 8 augustus  | 21:50 | 02:50       | Rio de Janeiro | Argentinië | 18−26 | Nederland  |      |
| 10 augustus | 21:50 | 02:50       | Rio de Janeiro | Frankrijk  | 27−11 | Argentinië |      |
| 12 augustus | 21:50 | 02:50       | Rio de Janeiro | Rusland    | 35−29 | Argentinië |      |
| 14 augustus | 21:50 | 02:50       | Rio de Janeiro | Argentinië | 22−28 | Zuid-Korea |      |

### Hockey

#### Mannen
| Olympiër | Onderdeel | Resultaat | Prestatie |
| --- | --------- | --------- | --- |
| Juan Manuel Vivaldi Gonzalo Peillat Juan Ignacio Gilardi Facundo Callioni Lucas Rey Matías Paredes Joaquín Menini Lucas Vila Ignacio Ortiz Juan Martín López Juan Manuel Saladino Matías Rey Manuel Brunet Agustín Mazzilli Lucas Rossi Pedro Ibarra Isidoro Ibara Luca Masso | Mannen    | Goud      | groepsfase: 3e G tegen Nederland: 3−3 W van Canada: 3−1 V van India: 1−2 G tegen Duitsland: 4−4 W van Ierland: 3−2 kwartfinale: W van Spanje: 2−1 halve finale: W van Duitsland: 5−2 finale: W van België: 4−2 |

| Groep B |            |             |             |             |             |            |            |            |        |
| #       | Land       | Wedstrijden | Wedstrijden | Wedstrijden | Wedstrijden | Doelpunten | Doelpunten | Doelpunten | Punten |
| #       | Land       | G           | W           | G           | V           | V          | T          | Saldo      | Punten |
| 1       | Duitsland  | 5           | 4           | 1           | 0           | 17         | 10         | +7         | 13     |
| 2       | Nederland  | 5           | 3           | 1           | 1           | 18         | 6          | +12        | 10     |
| 3       | Argentinië | 5           | 2           | 2           | 1           | 14         | 12         | +2         | 8      |
| 4       | India      | 5           | 2           | 1           | 2           | 9          | 9          | 0          | 7      |
| 5       | Ierland    | 5           | 1           | 0           | 4           | 10         | 16         | −6         | 3      |
| 6       | Canada     | 5           | 0           | 1           | 4           | 7          | 22         | −15        | 1      |

| Ronde        | Datum       | Lokale tijd | MEZT           | Plaats         | Land       | Score      | Land       |
| ------------ | ----------- | ----------- | -------------- | -------------- | ---------- | ---------- | ---------- |
| Groepsfase   |             |             |                |                |            |            |            |
| 6 augustus   | 10:00       | 15:00       | Rio de Janeiro | Argentinië     | 3−3        | Nederland  |            |
| 8 augustus   | 12:30       | 17:30       | Rio de Janeiro | Canada         | 1−3        | Argentinië |            |
| 9 augustus   | 11:00       | 16:00       | Rio de Janeiro | Argentinië     | 1−2        | India      |            |
| 11 augustus  | 12:30       | 17:30       | Rio de Janeiro | Argentinië     | 4−4        | Duitsland  |            |
| 12 augustus  | 19:30       | 00:30       | Rio de Janeiro | Ierland        | 2−3        | Argentinië |            |
| Kwartfinale  | 14 augustus | 10:00       | 15:00          | Rio de Janeiro | Spanje     | 1−2        | Argentinië |
| Halve finale | 16 augustus | 12:00       | 17:00          | Rio de Janeiro | Argentinië | 5−2        | Duitsland  |
| Finale       | 18 augustus | 17:00       | 0:00           | Rio de Janeiro | België     | 2−4        | Argentinië |

#### Vrouwen
| Olympiër | Onderdeel | Resultaat | Prestatie |
| --- | --------- | --------- | --- |
| Belén Succi Victoria Zuloaga Martina Cavallero Carla Rebecchi Delfina Merino Agustina Habif María José Granatto Florencia Habif Rocío Sánchez Mocchia Agustina Albertario Lucina von der Heyde Pilar Campoy Gabriela Aguirre Noel Barrionuevo Julia Gomes Fantasia Florencia Mutio | Vrouwen   | 7e        | groepsfase: 4e V van Verenigde Staten: 1−2 W van Japan: 4−0 V van Groot-Brittannië: 2−3 V van Australië: 0−1 W van India: 5−0 kwartfinale: V van Nederland: 2−3 |

| Groep B |                  |             |             |             |             |            |            |            |        |
| #       | Land             | Wedstrijden | Wedstrijden | Wedstrijden | Wedstrijden | Doelpunten | Doelpunten | Doelpunten | Punten |
| #       | Land             | G           | W           | G           | V           | V          | T          | Saldo      | Punten |
| 1       | Groot-Brittannië | 5           | 5           | 0           | 0           | 12         | 4          | +8         | 15     |
| 2       | Verenigde Staten | 5           | 4           | 0           | 1           | 14         | 5          | +9         | 12     |
| 3       | Australië        | 5           | 3           | 0           | 2           | 11         | 5          | +6         | 9      |
| 4       | Argentinië       | 5           | 2           | 0           | 3           | 12         | 6          | +6         | 6      |
| 5       | Japan            | 5           | 0           | 1           | 4           | 3          | 16         | −13        | 1      |
| 6       | India            | 5           | 0           | 1           | 4           | 3          | 19         | −16        | 1      |

| Ronde       | Datum | Lokale tijd | MEZT           | Plaats           | Land | Score            | Land |
| ----------- | ----- | ----------- | -------------- | ---------------- | ---- | ---------------- | ---- |
| Groepsfase  |       |             |                |                  |      |                  |      |
| 6 augustus  | 17:00 | 22:00       | Rio de Janeiro | Argentinië       | 1–2  | Verenigde Staten |      |
| 8 augustus  | 20:30 | 01:30       | Rio de Janeiro | Argentinië       | 4−0  | Japan            |      |
| 10 augustus | 13:30 | 18:30       | Rio de Janeiro | Groot-Brittannië | 3−2  | Argentinië       |      |
| 11 augustus | 18:00 | 23:00       | Rio de Janeiro | Australië        | 1−0  | Argentinië       |      |
| 13 augustus | 10:00 | 15:00       | Rio de Janeiro | Argentinië       | 5−0  | India            |      |
| Kwartfinale |       |             |                |                  |      |                  |      |
| 15 augustus | 20:30 | 01:30       | Rio de Janeiro | Nederland        | 3−2  | Argentinië       |      |

### Judo
| Olympiër         | Discipline | Resultaat | Prestatie |
| ---------------- | ---------- | --------- | --- |
| Emmanuel Lucenti | −81kg (m)  | 9e        | 1e ronde: vrij 2e ronde: W van LIB Elias: waza-ari 3e ronde: V van CAN Valois-Fortier: shido                                                               |
|                  |            |           | |
| Paula Pareto VS  | −48kg (v)  | Goud      | 1e ronde: W van RUS Dolgova: ippon kwartfinale: W van HUN Csernoviczki: waza-ari halve finale: W van JPN Kondo: waza-ari finale: W van KOR Jeong: waza-ari |

### Kanovaren
| Olympiër                                                            | Discipline    | Resultaat | Prestatie                                                                       |
| Slalom                                                              | Slalom        | Slalom    | Slalom                                                                          |
| ------------------------------------------------------------------- | ------------- | --------- | ------------------------------------------------------------------------------- |
| Sebastián Rossi                                                     | C-1 (m)       | 17e       | serie 1: 13e in 108.81 serie 2: 18e in 155.70                                   |
| Vlakwater                                                           |               |           |                                                                                 |
| Rubén Voisard                                                       | K-1 200m (m)  | 16e       | serie 3: 6e in 35,491 halve finale 2: 7e in 35,439 finale B: 8e in 38,061       |
| Daniel Dal Bo Juan Ignacio Cáceres Gonzalo Carreras Pablo de Torres | K-4 1000m (m) | 12e       | serie 2: 2e in 2:55,103 halve finale 2: 6e in 3:00,952 finale B: 4e in 3:12,621 |
|                                                                     |               |           |                                                                                 |
| Sabrina Ameghino                                                    | K-1 200m (v)  | 18e       | serie 4: 6e in 42,417 halve finale 2: 6e in 41,934 finale B: 8e in 38,061       |
| Sabrina Ameghino Alexandra Keresztesi Magdalena Garro Brenda Rojas  | K-4 500m (v)  | 13e       | serie 1: 7e in 1:37,645 halve finale 1: 6e in 1:38,579 finale B: 5e in 1:41,394 |

### Moderne vijfkamp
| Olympiër        | Discipline | Resultaat | Prestatie                                                                                           |
| --------------- | ---------- | --------- | --------------------------------------------------------------------------------------------------- |
| Emmanuel Zapata | Mannen     | 30e       | Zwemmen: 2:06,66 (320) Schermen: 166 Paardrijden: 277 Schieten & lopen: 13:53,53 (577) totaal: 1340 |
|                 |            |           | |
| Iryna Khokhlova | Vrouwen    | 28e       | Zwemmen: 2:19,77 (281) Schermen: 184 Paardrijden: 268 Schieten & lopen: 12:03,19 (467) totaal: 1200 |

### Paardensport
| Olympiër                                                           | Discipline                 | Resultaat      | Prestatie |
| Springconcours                                                     | Springconcours             | Springconcours | Springconcours |
| ------------------------------------------------------------------ | -------------------------- | -------------- | --- |
| Matías Albarracín op Cannavaro 9                                   | springconcours individueel | 8e             | kwalificatie: 30e met 10 strafpunten 1e ronde: 27e met 4 strafpunten 2e ronde: 22e met 1 strafpunt 3e ronde: 24e met 5 strafpunten finale: 8e met 2 strafpunten |
| José Maria Larocca op Cornet du Lys                                | springconcours individueel | 46e            | kwalificatie: 46e met 12 strafpunten 1e ronde: 27e met 4 strafpunten 2e ronde: 44e met 8 strafpunten                                                            |
| Bruno Passaro op Chicago Z                                         | springconcours individueel | 68e            | kwalificatie: 68e met 47 strafpunten |
| Ramiro Quintana op Appy Cara                                       | springconcours individueel | 40e            | kwalificatie: 40ste met 18 strafpunten 1e ronde: 51e met 7 strafpunten 2e ronde: 22e met 1 strafpunten 3e ronde                                                 |
| Matías Albarracín José Maria Larocca Bruno Passaro Ramiro Quintana | Team                       | 10e            | kwalificatie: 13e met 15 strafpunten finale 1e ronde: 10e met 10 strafpunten                                                                                    |

### Roeien
| Olympiër      | Discipline | Resultaat | Prestatie |
| ------------- | ---------- | --------- | --- |
| Brian Rosso   | Skiff (m)  | 15e       | serie 3: 3e in 7:22.69 kwartfinale 2: 4e in 7.03,23 halve finale C/D: 2e in 7.24,65 finale C: 3e in 6.58,58                             |
|               |            |           | |
| Lucia Palermo | Skiff (v)  | 17e       | serie 2: 5e in 8:47.01 herkansingen: 2e in 8.00,59 kwartfinale 4: 6e in 7.56,61 halve finale C/D: 3e in 8.15,42 finale C: 5e in 7.50,59 |

### Rugby
| Olympiër | Onderdeel | Resultaat | Prestatie |
| --- | --------- | --------- | --- |
| Fernando Luna Santiago Álvarez Germán Schulz Juan Pablo Estelles Axel Müller Matías Moroni Javier Rojas Gastón Revol Rodrigo Etchart Bautista Ezcurra Juan Imhoff Franco Sábato Nicolás Bruzzone | Mannen    | 6e        | groepsfase: 2e W van Verenigde Staten: 17–14 V van Fiji: 14–21 W van Brazilië: 31–0 kwartfinale: V van Groot-Brittannië: 0–5 5-8e plaats: W van Australië: 26–21 5-6e plaats: V van Nieuw-Zeeland: 14–17 |

| Groep A |                  |             |             |             |             |            |            |            |        |
| #       | Land             | Wedstrijden | Wedstrijden | Wedstrijden | Wedstrijden | Doelpunten | Doelpunten | Doelpunten | Punten |
| #       | Land             | G           | W           | G           | V           | V          | T          | Saldo      | Punten |
| 1       | Fiji             | 3           | 3           | 0           | 0           | 85         | 45         | +40        | 9      |
| 2       | Argentinië       | 3           | 2           | 0           | 1           | 62         | 35         | +27        | 6      |
| 3       | Verenigde Staten | 3           | 1           | 0           | 2           | 59         | 41         | +18        | 3      |
| 4       | Brazilië         | 3           | 0           | 0           | 3           | 12         | 97         | −85        | 0      |

| Ronde       | Datum | Lokale tijd | MEZT           | Plaats           | Land  | Score      | Land |
| ----------- | ----- | ----------- | -------------- | ---------------- | ----- | ---------- | ---- |
| Groepsfase  |       |             |                |                  |       |            |      |
| 9 augustus  | 13:00 | 18:00       | Rio de Janeiro | Verenigde Staten | 14–17 | Argentinië |      |
| 9 augustus  | 18:30 | 23:30       | Rio de Janeiro | Fiji             | 21–14 | Argentinië |      |
| 10 augustus | 13:00 | 18:00       | Rio de Janeiro | Argentinië       | 31–0  | Brazilië   |      |
| Kwartfinale |       |             |                |                  |       |            |      |
| 10 augustus | 18:00 | 23:00       | Rio de Janeiro | Groot-Brittannië | 5–0   | Argentinië |      |
| 5-8e plaats |       |             |                |                  |       |            |      |
| 11 augustus | 14:00 | 19:00       | Rio de Janeiro | Argentinië       | 26–21 | Australië  |      |
| 5-6e plaats |       |             |                |                  |       |            |      |
| 11 augustus | 18:00 | 23:00       | Rio de Janeiro | Nieuw-Zeeland    | 17–14 | Argentinië |      |

### Schermen
| Olympiër                  | Discipline | Resultaat | Prestatie                                       |
| ------------------------- | ---------- | --------- | ----------------------------------------------- |
| María Belén Pérez Maurice | Sabel (v)  | 17e       | 1e ronde: vrij 2e ronde: V van FRA Berder: 6-15 |

### Schietsport
| Olympiër         | Discipline                       | Resultaat | Prestatie                                            |
| ---------------- | -------------------------------- | --------- | ---------------------------------------------------- |
| Fernando Borello | Trap (m)                         | 31e       | kwalificatie: 105 punten                             |
| Federico Gil     | Skeet (m)                        | 27e       | kwalificatie: 116 punten                             |
|                  |                                  |           |                                                      |
| Amelia Fournel   | 10m luchtgeweer (v)              | 41e       | kwalificatie: 410.6 punten (103,2-103,0-100,8-100,9) |
| Amelia Fournel   | 50m kleinkaliber 3 houdingen (v) | 31e       | kwalificatie: 571 punten (191-192-188)               |
| Melisa Gil       | Skeet (v)                        | 8e        | kwalificatie: 69 punten                              |
| Fernanda Russo   | 10m luchtpistool (v)             | 20e       | kwalificatie: 414.4 punten (103,5-103,4-104,1-103,4) |

### Synchroonzwemmen
| Olympiër                   | Discipline | Resultaat | Prestatie                                                       |
| -------------------------- | ---------- | --------- | --------------------------------------------------------------- |
| Etel Sánchez Sofía Sánchez | Duet       | 19e       | voorronde: 19e met 159,3162 punten (79,8333 vrij+79,4829 tech.) |

### Tennis
| Olympiër                              | Discipline | Resultaat | Prestatie |
| ------------------------------------- | ---------- | --------- | --- |
| Juan Martín del Potro                 | Mannen     | Zilver    | 1e ronde: W van SRB Đoković: 7-6(4), 7-6(2) 2e ronde: W van POR Sousa: 6-3, 1-6, 6-3 3e ronde: W van JPN Daniel: 6-7(4), 6-1, 6-2 kwartfinale: W van ESP Bautista Agut: 7-6(4), 7-5 halve finale W van ESP Nadal: 5-7, 6-4, 7-6(5) finale V van GBR Murray:5-7, 6-4, 2-6, 5-7 |
| Federico Delbonis                     | Mannen     | 33e       | 1e ronde: V van ESP Nadal: 2-6, 1-6 |
| Juan Mónaco                           | Mannen     | 17e       | 1e ronde: W van BIH Bašić: 6-2, 6-2 2e ronde: V van GBR Murray: 3-6, 1-6 |
| Guido Pella                           | Mannen     | 33e       | 1e ronde: V van GER Kohlschreiber: 6-4, 1-6, 2-6 |
| Juan Martín del Potro Máximo González | Dubbel (m) | 9e        | 1e ronde: W van AUS Peers/Guccione: 6-4, 7-5 2e ronde: V van ESP López/Nadal: 3-6, 7-5, 2-6 |
| Federico Delbonis Guillermo Duran     | Dubbel (m) | 17e       | 1e ronde: V van ROU Mergea/Tecău: 2-6, 3-6 |

### Triatlon
| Olympiër          | Discipline | Resultaat | Prestatie |
| ----------------- | ---------- | --------- | --------- |
| Luciano Taccone   | Mannen     | 48e       | 1:55.30   |
| Gonzalo Tellechea | Mannen     | 45e       | 1:53.43   |

### Voetbal
| Olympiër | Discipline | Resultaat | Prestatie                                                                    |
| --- | ---------- | --------- | ---------------------------------------------------------------------------- |
| Santiago Ascacibar Jonathan Calleri Ángel Correa Víctor Cuesta Cristian Espinoza Lautaro Gianetti José Luis Gómez Giovani Lo Celso Lisandro Magallán Mauricio Martínez Cristian Pavón Lucas Romero Gerónimo Rulli Giovanni Simeone Alexis Soto Leandro Vega | Mannen     | 11e       | groepsfase: 3e V van Portugal: 0–2 W van Algerije: 2–1 G tegen Honduras: 1–1 |

| Groep D |            |             |             |             |             |            |            |            |        |
| #       | Land       | Wedstrijden | Wedstrijden | Wedstrijden | Wedstrijden | Doelpunten | Doelpunten | Doelpunten | Punten |
| #       | Land       | G           | W           | G           | V           | V          | T          | Saldo      | Punten |
| 1       | Portugal   | 3           | 2           | 1           | 0           | 5          | 2          | +3         | 7      |
| 2       | Honduras   | 3           | 1           | 1           | 1           | 5          | 5          | 0          | 4      |
| 3       | Argentinië | 3           | 1           | 1           | 1           | 3          | 4          | −1         | 4      |
| 4       | Algerije   | 3           | 0           | 1           | 2           | 4          | 6          | −2         | 1      |

| Ronde       | Datum | Lokale tijd | MEZT           | Plaats     | Land | Score      | Land |
| ----------- | ----- | ----------- | -------------- | ---------- | ---- | ---------- | ---- |
| Groepsfase  |       |             |                |            |      |            |      |
| 4 augustus  | 18:00 | 23:00       | Rio de Janeiro | Portugal   | 2–0  | Argentinië |      |
| 7 augustus  | 18:00 | 23:00       | Rio de Janeiro | Argentinië | 2–1  | Algerije   |      |
| 10 augustus | 13:00 | 18:00       | Rio de Janeiro | Argentinië | 1–1  | Honduras   |      |

### Volleybal

#### Beachvolleybal
| Olympiër                 | Discipline | Resultaat | Prestatie |
| ------------------------ | ---------- | --------- | --- |
| Ana Gallay Georgina Klug | Beach (v)  | 17e       | groepsfase: 4e V van ESP Baquerizo/Fernández: 0–2 (11-21, 19-21) V van BRA Bednarczuk/Seixas: 0–2 (11-21, 17-21) V van CZE Hermannova/Slukova: 1–2 (21-13, 19-21, 8-15) |

#### Zaalvolleybal

##### Mannen
| Olympiër | Discipline | Resultaat | Prestatie |
| --- | ---------- | --------- | --- |
| Nicolás Bruno Martín Ramos Cristian Poglajen Facundo Conte Demián González José Luis González Sebastian Solé Bruno Lima Ezequiel Palacios Pablo Crer Luciano De Cecco Alexis González | Zaal (m)   | 5e        | groepsfase: 1e W van Iran: 3–0 (25-23, 26-24, 25-18) W van Rusland: 3–1 (25-18, 18-25, 25-18, 25-21) V van Polen: 0–3 (21-25, 19-25, 35-37) W van Cuba: 3–0 (25-16, 25-14, 25-16) W van Egypte: 3–0 (25-16, 25-19, 25-20) kwartfinale: V van Brazilië: 1–3 (22-25, 25-17, 19-25, 23-25) |

| Groep B |            |             |             |             |             |             |             |        |        |        |        |
| #       | Land       | Wedstrijden | Wedstrijden | Wedstrijden | Wedstrijden | Wedstrijden | Wedstrijden | Punten | Punten | Punten | Punten |
| #       | Land       | G           | W           | V           | SW          | SV          | SR          | V      | T      | Saldo  | Punten |
| 1       | Argentinië | 5           | 4           | 1           | 12          | 4           | +8          | 394    | 335    | +59    | 12     |
| 2       | Polen      | 5           | 4           | 1           | 14          | 5           | +9          | 447    | 389    | +58    | 12     |
| 3       | Rusland    | 5           | 4           | 1           | 13          | 6           | +7          | 432    | 367    | +65    | 11     |
| 4       | Iran       | 5           | 2           | 3           | 8           | 9           | −1          | 389    | 392    | −3     | 7      |
| 5       | Egypte     | 5           | 1           | 4           | 3           | 12          | −9          | 286    | 362    | −76    | 3      |
| 6       | Cuba       | 5           | 0           | 5           | 1           | 15          | −14         | 300    | 403    | −103   | 0      |

| Ronde       | Datum | Lokale tijd | MEZT           | Plaats     | Land | Score      | Land |
| ----------- | ----- | ----------- | -------------- | ---------- | ---- | ---------- | ---- |
| Groepsfase  |       |             |                |            |      |            |      |
| 7 augustus  | 22:35 | 03:35       | Rio de Janeiro | Argentinië | 3–0  | Iran       |      |
| 9 augustus  | 09:30 | 14:30       | Rio de Janeiro | Rusland    | 1–3  | Argentinië |      |
| 11 augustus | 15:00 | 20:00       | Rio de Janeiro | Polen      | 3–0  | Argentinië |      |
| 13 augustus | 11:35 | 16:35       | Rio de Janeiro | Argentinië | 3–0  | Cuba       |      |
| 15 augustus | 09:30 | 14:30       | Rio de Janeiro | Argentinië | 3–0  | Egypte     |      |
| Kwartfinale |       |             |                |            |      |            |      |
| 17 augustus | 22:15 | 03:15       | Rio de Janeiro | Brazilië   | 3–1  | Argentinië |      |

##### Vrouwen
| Olympiër | Discipline | Resultaat | Prestatie |
| --- | ---------- | --------- | --- |
| Tanya Acosta Yamila Nizetich Lucía Fresco Clarisa Sagardia Emilce Sosa Julieta Lazcano Tatiana Rizzo Leticia Boscacci Josefina Fernández Florencia Busquets Yael Castiglione Morena Franchi | Zaal (v)   | 9e        | groepsfase: 5e V van Rusland: 0–3 (13-25, 10-25, 16-25) V van Brazilië: 0–3 (16-25, 19-25, 11-25) V van Zuid-Korea: 0–3 (18-25, 20-25, 23-25) W van Kameroen: 3–2 (19-25, 25-19, 26-28, 25-19, 15-13) V van Japan: 0–3 (23-25, 16-25, 24-26) |

| Groep A |            |             |             |             |             |             |             |        |        |        |        |
| #       | Land       | Wedstrijden | Wedstrijden | Wedstrijden | Wedstrijden | Wedstrijden | Wedstrijden | Punten | Punten | Punten | Punten |
| #       | Land       | G           | W           | V           | SW          | SV          | SR          | V      | T      | Saldo  | Punten |
| 1       | Brazilië   | 5           | 5           | 0           | 15          | 0           | +15         | 377    | 272    | +105   | 15     |
| 2       | Rusland    | 5           | 4           | 1           | 12          | 4           | +8          | 393    | 323    | +70    | 12     |
| 3       | Zuid-Korea | 5           | 3           | 2           | 10          | 7           | +3          | 384    | 372    | +12    | 9      |
| 4       | Japan      | 5           | 2           | 3           | 7           | 9           | −2          | 347    | 364    | −17    | 6      |
| 5       | Argentinië | 5           | 1           | 4           | 3           | 14          | −11         | 319    | 407    | −88    | 2      |
| 6       | Kameroen   | 5           | 0           | 5           | 2           | 15          | −13         | 328    | 410    | −82    | 1      |

| Ronde       | Datum | Lokale tijd | MEZT           | Plaats     | Land | Score      | Land |
| ----------- | ----- | ----------- | -------------- | ---------- | ---- | ---------- | ---- |
| Groepsfase  |       |             |                |            |      |            |      |
| 6 augustus  | 20:30 | 01:30       | Rio de Janeiro | Rusland    | 3−0  | Argentinië |      |
| 8 augustus  | 22:35 | 03:35       | Rio de Janeiro | Brazilië   | 3−0  | Argentinië |      |
| 10 augustus | 20:30 | 01:30       | Rio de Janeiro | Zuid-Korea | 3−0  | Argentinië |      |
| 12 augustus | 11:35 | 16:35       | Rio de Janeiro | Argentinië | 3−2  | Kameroen   |      |
| 14 augustus | 20:30 | 01:30       | Rio de Janeiro | Japan      | 3−0  | Argentinië |      |

### Wielersport
| Olympiër            | Discipline       | Resultaat    | Prestatie                                                                                 |
| BMX                 | BMX              | BMX          | BMX                                                                                       |
| ------------------- | ---------------- | ------------ | ----------------------------------------------------------------------------------------- |
| Gonzalo Molina      | BMX (m)          | halve finale | plaatsing: 29e in 36,860 kwartfinale 4: 4e met 10 punten halve finale 2: 6e met 16 punten |
|                     |                  |              |                                                                                           |
| María Gabriela Díaz | BMX (v)          | halve finale | plaatsing 16e in 40,073 halve finale 1: 5e met 17 punten                                  |
| Mountainbike        |                  |              |                                                                                           |
| Catriel Soto        | Mountainbike (m) | 25e          | 1:45:01                                                                                   |
| Weg                 |                  |              |                                                                                           |
| Daniel Díaz         | Wegwedstrijd (m) | DNF          | DNF                                                                                       |
| Maximiliano Richeze | Wegwedstrijd (m) | DNF          | DNF                                                                                       |
| Eduardo Sepulveda   | Wegwedstrijd (m) | 37e          | 6:22:23                                                                                   |
| Eduardo Sepulveda   | Tijdrit (m)      | 26e          | 1:19:07,84                                                                                |

### Worstelen
| Olympiër          | Discipline            | Resultaat | Prestatie |
| ----------------- | --------------------- | --------- | --- |
| Patricia Bermúdez | −48kg vrije stijl (v) | 5e        | 1e ronde: vrij 2e ronde: V van AZE Stadnik: 0-4 herkansingen: W van POL Matkowska: 3-1 bronzen finale: V van BUL Yankova: 1-3 |

### Zeilen
| Olympiër                               | Discipline       | Resultaat | Prestatie                                         |
| -------------------------------------- | ---------------- | --------- | ------------------------------------------------- |
| Bautista Saubidet Birkner              | RS:X (m)         | 21e       | 210 punten: (20/16/19/17/12/23/14/25/24/18/29/22) |
| Julio Alsogaray                        | Laser (m)        | 10e       | 129 punten: (4/2/14/1/24/47/12/16/14/20/22)       |
| Facundo Olezza                         | Finn (m)         | 9e        | 101 punten: (1/9/19/18/16/22/10/6/1/7/14)         |
| Lucas Calabrese Juan de la Fuente      | 470 (m)          | 16e       | 129 punten: (17/14/11/11/17/12/15/17/5/27/-)      |
| Klaus Lange Yago Lange                 | 49er (m)         | 7e        | 111 punten: (11/7/6/16/12/16/21/2/2/11/3/11/14)   |
|                                        |                  |           |                                                   |
| María Celia Tejerina                   | RS:X (v)         | 21e       | 206 punten: (21/12/16/17/21/19/16/16/24/27/23/21) |
| Lucía Falasca                          | Laser radial (v) | 11e       | 113 punten: (7/11/19/15/20/22/1/15/3/25)          |
| María Sol Branz Victoria Travascio     | 49er (v)         | 13e       | 129 punten: (14/20/13/9/19/12/7/11/10/4/11/19/-)  |
|                                        |                  |           |                                                   |
| Santiago Lange Cecilia Carranza Saroli | Nacra 17 (m+v)   | Goud      | 77 punten: (11/2/13/2/12/6/1/6/9/21/2/1/12)       |

### Zwemmen
| Olympiër         | Discipline           | Resultaat | Prestatie               |  |
| ---------------- | -------------------- | --------- | ----------------------- |  |
| Federico Grabich | 50m vrije slag (m)   | 31e       | serie 7: 5e in 22,44    |  |
| Federico Grabich | 100m vrije slag (m)  | 22e       | serie 8: 6e in 48,78    |  |
| Federico Grabich | 200m vrije slag (m)  | 22e       | serie 3: 3e in 1.47.41  |  |
| Santiago Grassi  | 100m vlinderslag (m) | 24e       | serie 4: 7e in 52,56    |  |
| Martín Naidich   | 400m vrije slag (m)  | 39e       | serie 2: 3e in 3:54.58  |  |
| Martín Naidich   | 1500m vrije slag (m) | 43e       | serie 2: 8e in 15:39,93 |  |
| Martín Naidich   |                      |           |                         |  |
| Virginia Bardach | 200m wisselslag (v)  | 37e       | serie 2: 7e in 2.17,94  |  |
| Virginia Bardach | 400m wisselslag (v)  | 31e       | serie 2: 5e in 4.49,69  |  |
| Virginia Bardach | 200m vlinderslag (v) | 26e       | serie 1: 3e in 2.13,58  |  |
| Julia Sebastian  | 200m schoolslag (v)  | 21e       | serie 1: 1e in 2.27,98  |  |